# Avenue de la Gare-de-Saint-Joseph
L'avenue de la Gare-de-Saint-Joseph est une importante artère de Nantes, en France.

## Situation et accès
Située dans le quartier Nantes Erdre, cette avenue, d'une longueur de près de 920 mètres, prend naissance à l'extrémité nord de la rue de la Petite-Baratte et termine boulevard de la Beaujoire. C'est une voie asphaltée ouverte à la circulation automobile.

## Origine du nom
Son nom fait référence à la halte ferroviaire baptisée « gare de Saint-Georges », puis « gare de Saint-Joseph » ouverte en 1877 sur la ligne ferroviaire Nantes-Châteaubriant et qui se situait à son extrémité ouest entre la rue de la Petite-Baratte et la rue du Ranzay. Jusqu'en 1924, la rue portait le nom de chemin Saint-Georges. Lors du rachat des Établissements Trébuchet, Saupin et Cormerais, fabricant de ferronnerie par la société Ziegler, spécialisée dans la fabrication de tôles d'acier donnant sur la rue, les dirigeants de cette société demandent que cette voie prenne le nom de l'avenue de la gare de Saint-Joseph afin de pouvoir situer l'usine comme étant à proximité de la gare par leurs clients

## Historique
Il s'agit d'une portion du « grand chemin de Carquefou » qui apparait sur un plan de 1791, entre le « moulin de la Halvèque » et le lieu-dit « La Baratte ». Les 300 derniers mètres qui la sépare de l'actuelle rue de Koufra disparaitront dans le courant du XIXe siècle, probablement vers 1877, année de la mise en service la ligne ferroviaire Nantes-Châteaubriant.
En 1917, Edouard Goüin, président de la Compagnie générale de construction de locomotives (Batignolles-Châtillon) acquiert, auprès de la ville, le domaine et le bois de Saint-Georges situé le long ligne de chemin fer, pour y construire une usine.
En 1919, la Compagnie générale électrique de Nancy, achète la propriété de la Halvèque située au sud-ouest de la rue afin d'implanter une usine de construction de moteurs électrique. Après avoir changé plusieurs fois de propriétaire, celle-ci sera acquise en 1964 par la société Saunier Duval qui y fabrique toujours aujourd'hui des chaudières murales, des chauffe-bains, et des panneaux solaires.
Afin de loger les ouvriers de l'usine des Batignolles, trois cités ouvrières sont créées en 1920 : La Halvêque, La Baratte et Le Ranzay. Les deux premières se trouvent de part et d'autre de l'artère : La Halvêque au sud et La Baratte au nord. Les trois cités, formées par 450 maisons en bois chacune dotée d'un jardin, sont construites par les Établissements Bessonneau, d'où le nom usuel de cités Bessonneau. On peut voir une reconstitution de ce type de maison, non loin de là, au no 31 du boulevard des Batignolles 47° 15′ 16″ N, 1° 31′ 37″ O). Une chapelle provisoire en bois sera édifiée à l'angle de ce boulevard, et assurait les missions paroissiales auprès des habitants des trois cités ouvrières. Cet édifice est remplacé au milieu des années 1930 par l'ancienne église Saint-Georges des Batignolles, construite en brique sur les plans des architectes René Ménard et Maurice Ferré (également concepteurs de l'église Sainte-Thérèse de Nantes).
La cité de la Halvêque est démolie en 1972 et remplacée par une cité HLM. Celle de la Baratte, en 1974. Durant la même période, les premiers tronçons du boulevard périphérique sont aménagés dans les quartiers est de Nantes. Un pont est alors construit pour franchir la nouvelle artère et éviter que l'avenue ne soit scindée en deux. L'église Saint-Georges sera d'ailleurs fermée au culte, pour des raisons de sécurité, les travaux effectués sur le périphérique avaient affaibli la structure du bâtiment qui menaçait de s'effondrer. Elle sera remplacée par un nouveau lieu de culte homonyme situé non loin de là. Restauré et agrandi, cet ancien lieu de culte fut transformé en studio d'enregistrement et salles de répétitions, utilisées notamment par Angers-Nantes Opéra et la compagnie de marionnette Théâtre pour deux mains.
En 1990, la ligne 1 du tramway, mise en service cinq ans plus tôt, est prolongée pour desservir le quartier de la Beaujoire (notamment le parc des expositions et le stade, les voies longent alors le côté sud de l'avenue et une station baptisée Halvèque est aménagée à l'extrémité orientale de la voie.